# Monache domenicane
Le monache domenicane (in latino moniales ordinis predicatorum) sono religiose contemplative di voti solenni dell'Ordine dei Frati Predicatori, fondato da san Domenico di Guzmán: come i religiosi del ramo maschile ed i laici domenicani, le monache pospongono al loro nome la sigla O.P.

## Storia
La prima comunità di monache domenicane venne fondata a Notre-Dame-de-Prouille, presso Fanjeaux, in Occitania, nell'inverno tra il 1206 e il 1207: Domenico di Guzmán riunì un gruppo di donne che aveva convertito al cattolicesimo dall'eresia catara e che avevano espresso il desiderio di dedicare la propria vita alla preghiera e alla penitenza.
Il fondatore diede loro il compito di vivere una vita contemplativa all'interno di un monastero concesso dal vescovo di Tolosa, che sarebbe diventato il primo dell'ordine ed il centro della sua opera missionaria nella Francia meridionale: le monache vennero da lui associate alla “santa Predicazione”, con il compito specifico di pregare per i loro fratelli.
Nel 1218 venne aperto un secondo convento domenicano a Madrid e, su richiesta di papa Onorio III, Domenico si occupò della riorganizzazione della vita monastica femminile a Roma secondo i dettami del Concilio Lateranense IV: fece quindi arrivare nella città eterna da Prouille un gruppo di otto religiose che insediò in un monastero presso la chiesa di San Sisto, dove vennero stabilite le costituzioni da far osservare in tutti i monasteri dell'ordine.
Nel 1223 la nobildonna Diana d'Andalò, dopo aver fatto la sua professione nelle mani di Domenico, fondò con Giordano di Sassonia a Bologna il monastero di Sant'Agnese, il quarto dell'ordine, nella città dove il santo si era spento il 6 agosto del 1221.

## Attività e diffusione
Le monache domenicane costituiscono un ordine di clausura dedito principalmente alla preghiera contemplativa ed allo studio: accompagnano con la preghiera e la penitenza la predicazione dei fratelli del ramo maschile dell'ordine e partecipano dello stesso carisma.
Hanno lo stesso abito, la stessa regola e la stessa liturgia dei frati domenicani.
Al 31 dicembre 2005, l'ordine contava 3.198 tra monache e novizie e 213 monasteri, presenti in tutti i continenti.
Per celebrare l'ottavo secolo di vita delle monache domenicane (nate tra il 1206 ed il 1207), è stato indetto un anno giubilare (dal 3 dicembre del 2006 all'epifania del 2008).